# Amt Alken

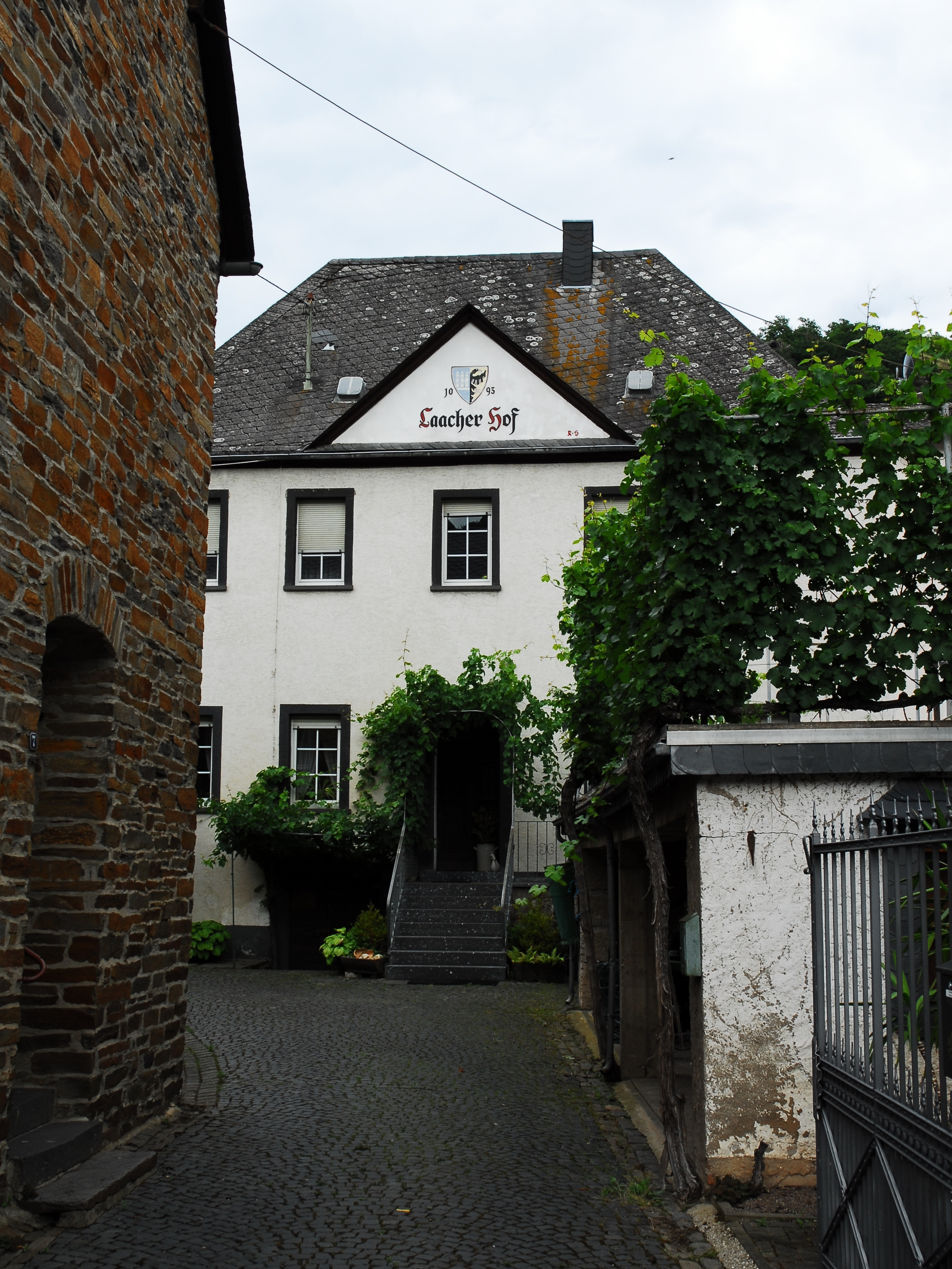
Laacher Hof, kurkölner Amtssitz

Das Amt Alken war ein vom 14. Jahrhundert bis zum Ende des 18. Jahrhunderts bestehender Verwaltungs- und Gerichtsbezirk im Kurfürstentum Trier als Kondominium mit Kurköln. Der trierische Teil gehörte zum Nieder-Erzstift Trier und war seit dem Beginn des 18. Jahrhunderts dem Oberamt Münstermaifeld nachgeordnet.

## Das Amt
Das Amt bestand aus den Orten Alken, Oberfell und Kattenes.
Ursprung des Amtes war der Erwerb der Burg Thurant im Jahr 1248 durch die beiden Erzbistümer. 
Zuletzt war das Amt des Amtmanns erblich. Letzter Amtmann war Johann Maria Rudolf Graf Waldbott von Bassenheim (1731–1805).

## Amtsgebäude
Der Laacher Hof war kurkölner Amtssitz.